# 6522 Aci
6522 Aci eller 1991 NQ är en asteroid i huvudbältet som upptäcktes 9 juli 1991 av den amerikanske astronomen Eleanor F. Helin vid Palomar-observatoriet. Den är uppkallad efter floden Jaci på Sicilien.
Asteroiden har en diameter på ungefär 6 kilometer.